# Голідей-Веллі (Огайо)
Голідей-Веллі (англ. Holiday Valley) — переписна місцевість (CDP) в США, в окрузі Кларк штату Огайо. Населення — 1480 осіб (2020).

## Географія
Голідей-Веллі розташований за координатами 39°51′13″ пн. ш. 83°57′43″ зх. д. / 39.85361° пн. ш. 83.96194° зх. д. (39.853597, -83.962018).  За даними Бюро перепису населення США в 2010 році переписна місцевість мала площу 4,71 км², уся площа — суходіл.

## Демографія
Згідно з переписом 2010 року, у переписній місцевості мешкало 1510 осіб у 543 домогосподарствах у складі 433 родин. Густота населення становила 320 осіб/км².  Було 564 помешкання (120/км²).
Расовий склад населення:
| - 95,0 % — білих - 1,5 % — чорних або афроамериканців - 1,0 % — азіатів - 0,1 % — корінних американців - 1,1 % — осіб інших рас |

До двох чи більше рас належало 1,4 %. Частка іспаномовних становила 2,3 % від усіх жителів.
За віковим діапазоном населення розподілялося таким чином: 20,1 % — особи молодші 18 років, 58,4 % — особи у віці 18—64 років, 21,5 % — особи у віці 65 років та старші. Медіана віку мешканця становила 44,5 року. На 100 осіб жіночої статі у переписній місцевості припадало 90,2 чоловіків;  на 100 жінок у віці від 18 років та старших — 86,6 чоловіків також старших 18 років.
Середній дохід на одне домашнє господарство  становив 82 449 доларів США (медіана — 78 929), а середній дохід на одну сім'ю — 94 378 доларів (медіана — 86 750). Медіана доходів становила 55 598 доларів для чоловіків та 42 115 доларів для жінок. За межею бідності перебувало 0,5 % осіб, у тому числі 0,0 % дітей у віці до 18 років та 0,0 % осіб у віці 65 років та старших.
Цивільне працевлаштоване населення становило 676 осіб. Основні галузі зайнятості: освіта, охорона здоров'я та соціальна допомога — 25,4 %, виробництво — 19,5 %, публічна адміністрація — 13,0 %, роздрібна торгівля — 9,2 %.